# Scientific American
Scientific American (часто сокращается как SciAm, по-русски «Сайнтифик Америкэн») — научно-популярный американский журнал, выпускающийся с 28 августа 1845 года, что делает его старейшим журналом США из выпускающихся по сей день. Статьи журнала рассказывают о новых и инновационных исследованиях доступно как для специалистов, так и для дилетантов.
Аудитория печатного издания и интернет-сайта Scientific American в мире составляет около 3,5 млн читателей, количество уникальных просмотров сайта составляет 7 миллионов в месяц, а количество подписчиков на его аккаунты в социальных сетях превышает 4 миллиона. Этот журнал не заостряет внимание на коротких научных обзорах и, скорее, позиционирует себя как форум, в котором учёные умы делятся своими открытиями и теориями с широкой публикой. Сначала целевой аудиторией были учёные, работающие в разных областях науки, а теперь это преимущественно хорошо образованные люди, интересующиеся проблемами науки.

## История
Издание основано изобретателем Руфусом Портером в 1845 году как крупноформатная еженедельная газета. В это время Scientific American выходил под заголовком The Advocate of Industry and Enterprise, and Journal of Mechanical and Other Improvements.
Через 10 месяцев Портер продал дело за 800 долларов Альфреду Илаю Бичу и Орсону Десайксу МуннуРедакция и типография издания с этого момента располагались в Нью-Йорке. Уже в 1846 году тираж Scientific American достиг 4000 экземпляров. В эпоху бурного развития техники при редакции журнала в 1850 году было создано отделение Патентного ведомства США, задачей которого было оказание технической и юридической помощи изобретателям (в основном эта помощь предоставлялась по переписке). В 1859 году ещё одно отделение было при поддержке журнала открыто в Вашингтоне. К 1900 году с помощью журнала было получено более 100 тысяч патентов. Важное место на страницах издания в эти годы занимала рубрика «Индекс изобретений» (англ. Index of Inventions).
В Scientific American публиковались статьи таких изобретателей, как Эдвард Мейбридж, Отмар Мергенталер, Фредерик Ю. Айвз, а также редакционные материалы о них самих. Среди тем публикаций были такие знаковые технологические новшества, как бессемеровский конвертер, телефон и электрическая лампа накаливания, а Томас Эдисон представил редакции журнала для проверки опытный экземпляр фонографа. В редакции также были частыми гостями Сэмюэл Морзе и изобретатель швейной машинки Элиас Хоу. В 1927 году журнал сообщил об успешной практической демонстрации возможностей телевидения, в ходе которой голос и движущееся изображение министра торговли Герберта Гувера были переданы по телефонным проводам из Вашингтона в Нью-Йорк. Часто первые сообщения о новых технических достижениях появлялись в издании задолго до того, как эти достижения становились достоянием широкой гласности. Так, первую информацию об опытах Маркони Scientific American опубликовал за два десятилетия до того, как они увенчались созданием коммерчески успешных моделей радиопередатчика. Фотография братьев Райт появилась в журнале за два года до их первого успешного полёта, а в 1921 году Роберт Годдард описал в статье работы над ракетой, способной совершать межпланетные полёты.
Интерес редакции вызывали не только полностью новые изобретения, но и продвижение технического прогресса в целом. Так, журнал регулярно сообщал о новых рекордах скорости, устанавливаемых современными транспортными средствами, в том числе о развитой в 1904 году Генри Фордом на льду озера Мичиган скорости в одну милю за 39,4 секунды.
На протяжении столетия владельцем издания оставалась компания Munn & Company. Под руководством второго Орсона Десайкса Мунна, правнука первого, журнал стал чем-то вроде «рабочего» журнала, похожего по стилю на журнал Popular Science времён XX века. После журнал был выкуплен у Мунна издателем Джерардом Пилом, редактором Деннисом Фланаганом и генеральным менеджером Дональдом Миллером — младшим, которые основали корпорацию Scientific American, Inc. Они же ввели новый, уникальный для рассчитанных на потребителя изданий, принцип, согласно которому с целью более своевременного и авторитетного освещения технических новшеств большинство статей в журнале пишут те же люди, которые непосредственно работают над описанными в этих статьях технологиями и исследованиями. В частности, на страницах журнала Джонас Солк сообщил о разработке вакцины от полиомиелита, а Роберт Джарвик подробно рассказал о создании искусственного сердца Jarvik-7. В общей сложности материалы для Scientific American готовили более 150 Нобелевских лауреатов.
Scientific American оставался изданием, освещающим самые передовые технологии, и при новых владельцах. Так, уже в 1954 году в нём появилась статья «Компьютеры в бизнесе», заметное место занимали публикации о развитии телекоммуникаций (включая запуск первого спутника связи «Телстар»). Миллер устранился от дел в 1979, а Фланаган в 1984 году, когда сын Джерарда Пила, Джонатан, стал президентом и главным редактором журнала. К тому времени тираж журнала увеличился в 15 раз по отношению к 1948 году.
В 1986 году журнал был снова продан, на этот раз немецкой компании-издательству Holtzbrinck. В 2009 году Scientific American, Inc. вошла в состав издательской группы Nature, которая в свою очередь в 2015 году стала основообразующей частью одного из ведущих мировых академических издательских домов Springer Nature. Дональд Миллер умер в декабре 1998, Джерард Пил в сентябре 2004, а Деннис Фланаган в январе 2005 года.
В 2009 году главным редактором Scientific American впервые стала женщина — этот пост заняла Мариэтт ди Кристина. Scientific American поступает читателям в более чем 30 странах, местные издания выходят на 14 языках. Русское издание под названием «В мире науки» выходило с 1983 по 1993 год, возобновлено с 2003 года.

## Знаковые выпуски
На обложке первого выпуска журнала был выгравирован заголовок «Усовершенствованные железнодорожные машины» (Improved Rail-Road Cars). Издатели так прокомментировали первые выпуски:
Scientific American издаётся Руфусом Портером каждый четверг утром по адресам: No. 11 Spruce Street, New York, No. 16 State Street, Boston, and No. 2l Arcade Philadelphia, (головной офис находится в Нью-Йорке). Каждый номер содержал от двух до пяти гравюр, большинство отличного качества, и иллюстрированные новые изобретения, научные законы, и любопытные работы. Также, писалось об интересных новостях и событиях; отзывы о научных и прочих изобретениях; описывались американские и иностранные изобретения и усовершенствования; Каталоги патентом на изобретения; Научные эссе; Иллюстрированные основы наук: механики, химии и архитектуры. Также уделялось много внимания разным видам искусства и прикладным профессиям, интересным философским опытам, различным проявлениям музыки и поэзии. Издание создавалось специально для механиков и производителей, и рассчитана была только на американского читателя, соответственно основное внимание уделялось именно их проблемам. Однако журнал также был популярен и среди фермеров, так как оттуда они могли узнавать о различных приспособлениях агрокультурного назначения. Среди молодых людей и детей журнал тоже оказался весьма популярен, так как он давал больше знаний, чем посещение школы пять раз. Ещё одним важным аргументом в пользу покупки Scientific American — низкая стоимость — подписка на один год стоила 2 доллара, сначала 1 доллар, а остальное в течение 6 месяцев. За 4 доллара можно было купить подписку пяти копий на 6 месяцев. Любой человек, приводивший два или более подписчика, получал за каждого по 25 центов.
В 1899 году, когда особый интерес публики вызывали моторные средства передвижения, Scientific American подготовил специальный выпуск, полностью посвящённый автомобилям и мотоциклам. Ещё один специальный выпуск, вышедший с заголовком «Ключевые технологии для XXI века» (англ. Key Technologies for the 21st Century, был посвящён технологиям телекоммуникаций. Другие специальные выпуски были посвящены СПИДу и иммунной системе.

## Другое
- В начале 1900-х годов Scientific American издал энциклопедию, под названием «The Americana».

- Большим успехом пользуются следующие рубрики:
  - Колонка математических игр Мартина Гарднера.
  - Начинающий учёный.

- Scientific American выпускает телевизионную программу на канале PBS под названием «Границы Scientific American» (Scientific American Frontiers).[5]